# Єгоров Олег Володимирович
Оле́г Володи́мирович Єго́ров — кандидат біологічних наук, лауреат Державної премії України в галузі науки і техніки (2001).

## З життєпису
1997 року захистив науковий ступінь кандидата біологічних наук.
Станом на 2001 рік — науковий співробітник Інституту мікробіології і вірусології імені Д. К. Заболотного НАН України.
лауреат Державної премії України в галузі науки і техніки 2001 року — за цикл робіт «Теорія і практика створення антисигнатурних олігодезоксирибонуклеотидів як універсальних антимікробних засобів»; співавтори Алексєєва Інна Володимирівна, Дубей Ігор Ярославович, Макітрук Василь Лукич, Малиновська Лариса Петрівна, Панченко Лариса Петрівна, Серебряний Саул Бенціонович, Скрипаль Іван Гаврилович, Федоряк Дмитро Михайлович, Шаламай Анатолій Севастянович.
Серед робіт: «Таксономічний статус збудника блідо-зеленої карликовості зернових культур і пропозиція про заснування в класі Mollicutes, порядку III Acholeplasmatales, родині I Acholeplasmataceae, роду II Pluraplasma gen. nov. та його першого виду Pluraplasma granulum»; співавтор І. Г. Скрипаль, 2007.